# Vachellia lahai
Espèce
Synonymes
- Acacia lahai Steud. & Hochst. ex Benth.[1]

Vachellia lahai est une espèce de plantes à fleurs de la famille des Fabacées. C'est un arbre trouvé en Afrique.
Cet arbre à sommet aplati atteint 15 m de hauteur. Il porte des épines claires, droites, d’environ 5 cm de longueur. Son bois est rouge, dur, lourd et résistant ; il est pour cela utilisé dans la construction, notamment de poteaux, piliers et poutres.

## Répartition
Cette espèce est présente au Kenya, en Tanzanie, en Ouganda et en Éthiopie.